# Wielka encyklopedia PWN
Wielka encyklopedia PWN – polska encyklopedia powszechna wydana w latach 2001–2005 w Warszawie przez Wydawnictwo Naukowe PWN (ISBN 83-01-13357-0).

## Historia
Pierwszy tom ukazał się w styczniu 2001, kolejne co dwa miesiące, a ostatni 30 tom oraz suplement (31 tom) ukazały się pod koniec 2005. Pod względem liczby haseł (140 tys.) jest blisko dwukrotnie większa od swojej poprzedniczki – Wielkiej encyklopedii powszechnej PWN wydawanej w latach 1962–1970 (75 tys. haseł). Została stworzona przez 3000 autorów, konsultantów i recenzentów. Redakcją zajmował się zespół liczący 100 osób; redaktorem naczelnym był Jan Wojnowski.
Zawartość:
- 30 tomów + suplement
- 140 tys. haseł
  - 40 tys. biografii
  - 22 tys. haseł geograficznych
- 15 tys. ilustracji
- 700 map,
- indeks na płycie CD.